# Desperado (filme)
Desperado (br: A Balada do Pistoleiro) é um filme estadunidense filme de ação e western contemporâneo de 1995 dirigido por Robert Rodriguez. O filme é uma sequência de El Mariachi e segundo da chamada Trilogia Mariachi, porém, Antonio Banderas substituiu Carlos Galhardo no papel de Mariachi.

## Sinopse
El Mariachi (Antonio Banderas) é um ex-músico que chega a uma cidade carregando várias armas dentro da caixa de um violão. Ele está atrás de Bucho (Joaquim de Almeida), que matou sua namorada e ainda atirou em sua mão. Desejando vingança, ele conta com a ajuda de Carolina (Salma Hayek), uma bela mulher que é dona da livraria local.

## Elenco
| Elenco                           | Personagem      |
| -------------------------------- | --------------- |
| Antonio Banderas                 | El Mariachi     |
| Salma Hayek                      | Carolina        |
| Joaquim de Almeida               | Bucho           |
| Cheech Marin                     | Short Bartender |
| Steve Buscemi                    | Buscemi         |
| Carlos Gómez (como Carlos Gomez) | Right Hand      |
| Quentin Tarantino                | Pick-up Guy     |
| Tito Larriva                     | Tavo            |
| Angel Aviles                     | Zamira          |
| Danny Trejo                      | Navajas         |
| Abraham Verduzco                 | Niño            |
| Carlos Gallardo                  | Campa           |